# Congreso de Aránzazu

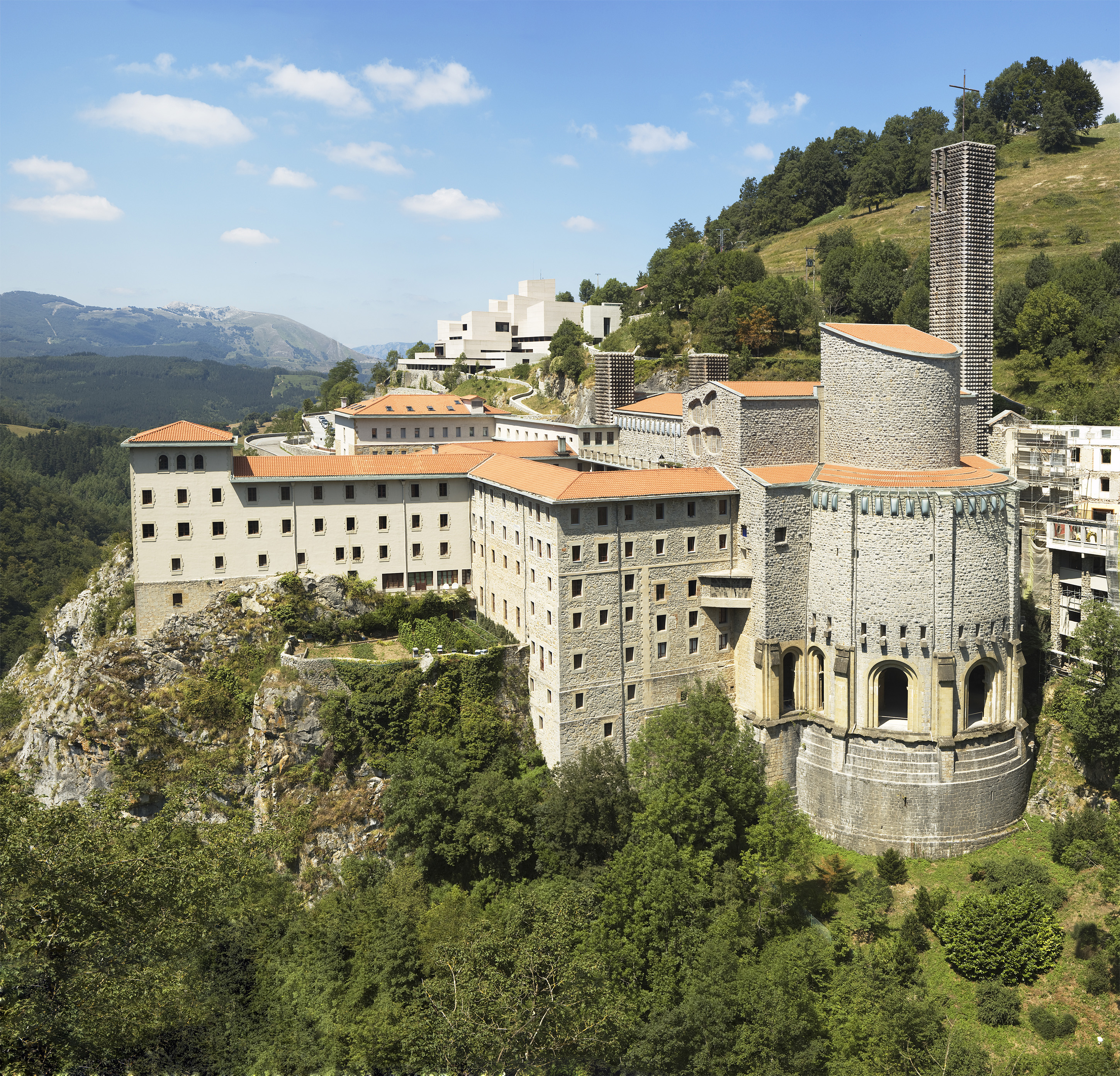
Santuario de Aránzazu, lugar en el que se congregaron para debatir las normas del euskera batua.

El congreso de Aránzazu (en euskera: Arantzazuko Batzarra) es la denominación que recibe el establecimiento de las reglas básicas del euskera batua (o unificado en castellano) que se celebró en el verano de 1968 en el santuario de Aránzazu (Oñate, Guipúzcoa). El objetivo del congreso fue la normalización de la lengua vasca con la unificación de la ortografía del léxico, la morfología y variaciones que se completará en 1973, durante el congreso de Bergara, en los campos de la conjugación y la sintaxis. La Real Academia de la Lengua Vasca (Euskaltzaindia) sintió la necesidad de crear un discurso unificado, de modo que el idioma tuviera más posibilidades de sobrevivir.

## Historia
Desde el otoño de 1963 hasta el verano de 1964, una vez al mes, en el número 14 de la rue des Cordeliers, ubicada en Bayona (País Vasco francés), el escritor y exiliado político Txillardegi se reunía con un equipo de miembros de la sociedad vasca en el exilio para sentar las bases de la formación de un euskera unificado. Los participantes habituales en el grupo de trabajo de aquella época fueron, junto a Txillardegi, Telesforo Monzón y  Juan Solaun (miembros activos del PNV), Eneko Irigarai (ETA), Jean-Louis Davant (de Enbata) y los abades Andiazabal y Roger Idiart.
Escritores, poetas y filólogos vascos establecen las primeras bases del lenguaje estándar que presentan los días 29 y 30 de agosto de 1964 en un congreso, también en Bayona. Reúnen, bajo el patrocinio de Pierre Lafitte, a un gran grupo de eruditos de la lengua vasca procedentes de todas las provincias históricas de Euskal Herria. Las conclusiones adoptadas por esta asamblea se presentaron a la Academia, que las adoptó, aunque por mayoría muy estrecha, después del Congreso de Aránzazu celebrado en el verano de 1968.
Aquí es donde interviene Koldo Mitxelena, sustituyendo abiertamente a Txillardegi -al estar este en el exilio-, quien formaliza los inicios del euskera estándar y establece la legitimidad del proceso. 
En la siguiente década, la Academia refina las propuestas del Congreso y diez años después convoca uno nuevo en Vergara. Las nuevas generaciones de escritores en euskera se muestra activa en el camino de la unificación de la lengua y la Academia apuesta por avanzar hacia el futuro. A partir de entonces se toman las decisiones oportunas para registrar y estudiar la ortografía en euskera, sus declinaciones, el uso de los demostrativos y verbos auxiliares, etc.

## Miembros participantes
- Eufronio Agirre
- Libe Altuna[2]
- Patxi Altuna
- Andoni Amutxategi
- Gabriel Aresti
- José Antonio Arkotxa
- Rikardo Arregi Aranburu
- Balendin Aurre Apraiz
- Julene Azpeitia
- Nikolas Barrenetxea
- Isidoro Bastarrika
- Jose Basterretxea
- Bernabe Berezibar
- Iñaki Beristain
- Imanol Berriatua
- Julita Berrojalbiz
- Pedro Berrondo
- Karmelo Etxenagusia
- Bitoriano Gandiaga
- Juan Garmendia Kortadi
- Miren Goñi[2]
- Antonio Maria Labaien
- Piarres Lafitte
- Émile Larre
- Balendin Lasuen
- Manuel Lekuona
- Juan Mari Lekuona
- Koldo Mitxelena
- Plazido Muxika
- Santi Onaindia
- Josu Oregi
- Ramon Saizarbitoria
- Juan San Martin
- Ibon Sarasola
- Joan Mari Torrealdai
- Luis Villasante
- Piarres Xarriton
- Mikel Zarate
- Anbrosio Zatarain Etxebeste
- Jose Luis Zurutuza